# 앨리스 증후군
앨리스 증후군(Alice in Wonderland syndrome, Alice syndrome, AIWS)은 토드(Todd)라는 학자가 심리학적으로 이론을 제시하였다고 하여 토드증후군(Todd’s syndrome)이라고도 한다. 대체로 편두통을 앓고 있으며 지각된 사물 크기나 여러 가지 주관적인 이미지의 변용을 일으키는 증후군이다.또한 앨리스 증후군의 특징으론 그들의 몸이 자라거나 줄어드는 것처럼 느낄 수 있다. 게다가 실제 사물보다 더 크거나 작게 본다.

## 역사
이 증후군은 1955년 웨스트요크셔주 멘스턴 하이 로이즈 병원의 영국의 심리학자 존 토드 박사(1914-1987)가 이 증후군의 영향력있는 설명을 제공한데 기인하여 토드 증후군(Todd's syndrome)이라고도 한다. 토드는 환자들 중 몇몇이 물체를 불균형적으로 인지하도록 만드는 심각한 두통을 경험한 것을 발견하였다.

## 같이 보기
- 대뇌피질 호문쿨루스
- 붉은 여왕 가설